# Bella Vistapark

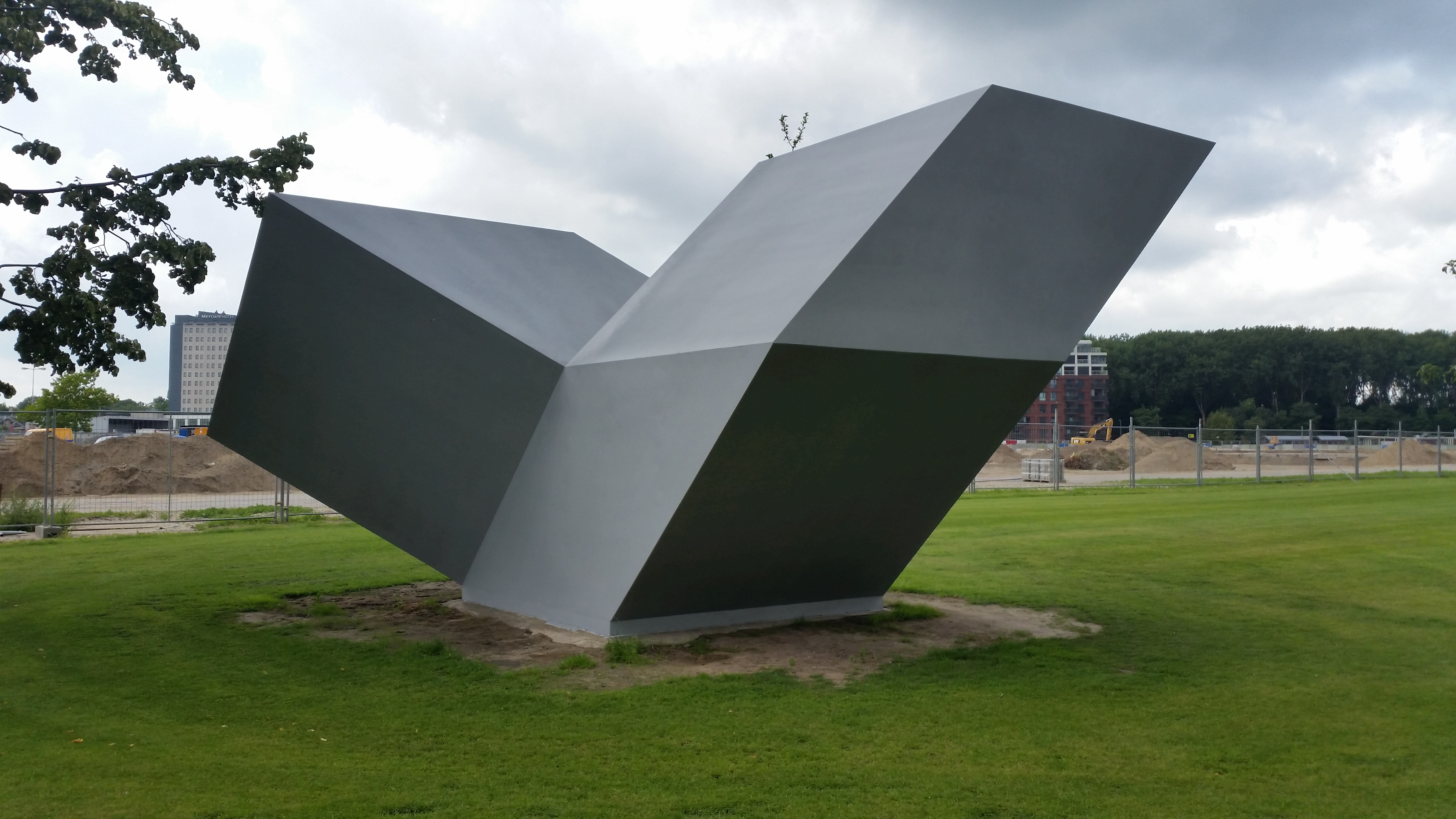
Beeld van André Volten (juli 2020)

Het Bella Vistapark is een stadspark in Amstelkwartier-Noord, Amsterdam-Oost. Het is tevens de naam van het voetpad door het park.
Het park, dat al langer bestond als onderdeel van Park Somerlust kreeg op 4 juni 2019 haar naam en werd daarbij vernoemd naar een buitenplaats aan de Amstel. Het park ligt in het verlengde van de insteekhaven met de Zuidergasfabriekbrug en loopt door tot de Amstelstroomlaan.
Tot in de 21e eeuw stonden hier gebouwen van het GEB als ook een rioolwaterzuiveringsinstallatie.
Door de introductie van deze nieuwe naam, werd Park Somerlust beperkt tot de strook langs de Amstel. Het park zal na de naamgeving nog verder gedefinieerd worden, aangezien aan de westzijde nog braakliggend terrein ligt (gegevens mei 2021). Aan de noordoostzijde ligt de Bella Vistastraat.
Midden in het park staat het gezichtsbepalende rijksmonument, de Watertoren. De watertoren heeft als adres Spaklerweg 22.
In het park staat aan de zuidrand een titelloos werk van André Volten.